# Tajti
Tajti (szlovákul: Tachty) község Szlovákiában, a Besztercebányai kerületben, a Rimaszombati járásban.

## Fekvése
Rimaszombattól 42 km-re délre, Fülektől 24 km-re délkeletre, a magyar határ mellett, a Cseres-hegység (Cerovská vrchovina) gyönyörű természeti környezetében fekszik. A község felett, a Meleg-hegy (Teplý vrch) lábánál ered a kis Gortva folyó, másik folyóvize a Tarna. Legközelebbi szomszédja a Nógrád vármegyei Cered, a legközelebbi nagyobb város Magyarországon a 21 km-re lévő Salgótarján.
Legfontosabb közúti megközelítési útvonala az Ajnácskőtől Egyházasbáston és Tajtin át egészen az országhatárig húzódó, szlovákiai 2783-as út, mely a határ magyar oldalán a 23 119-es számú mellékútban folytatódik.

## Története
Tajtit 1290-ben említik először, mint az egyházasbásti Szent Miklós templomhoz tartozó települést. Önálló faluként 1399-től szerepel, ekkor "Thathyley", "Thouthyleys" alakban, 1402-ben "Tahtyeley" néven említik. Az ajnácskői vár uradalmához tartozott, majd a helyi nemes Tajty család birtokolta. A 16. század végén és 1683-ban is elpusztította a török. A 18. század közepén újratelepítették. 1828-ban 32 házában 292 lakos élt, 1837-ben 262 lakosa volt. Lakói főként mezőgazdasággal foglalkoztak, később egy részük az építőiparban dolgozott.
Vályi András szerint "TAJTI. Magyar falu Gömör Várm. földes Urai több Ura, lakosai külömbfélék, fekszik Ezeredhez nem meszsze, és annak filiája; földgyének egy része sovány, piatzozása 2 mértföldnyire, Rimaszombatban; fája van, malma helyben."
Fényes Elek szerint "Tajti, magyar falu, Gömör és Kis-Honth egyesült vmegyékben, Nógrád vmegye szélén, Rimaszombathoz délre 3 mfdnyire: 262 kath. lak. F. u. többen."
Gömör-Kishont vármegye monográfiája szerint "Tajti, a Gortva patak mentén fekvő magyar kisközség, 66 házzal és 373 róm. kath. vallású lakossal. Hajdan az ajnácskői urak birtoka volt. Később a Kubinyiak lettek a földesurai, most pedig Dapsy Irmának van itt nagyobb birtoka. E község fölött ered a Gortva. Templom nincs a faluban. Ide tartoznak Vilmos és Szorosut puszták. Posta, távíró és vasúti állomása Ajnácskő."
A trianoni békeszerződésig Gömör-Kishont vármegye Feledi járásához tartozott. 1938 és 1944 között újra Magyarország része volt.
Miután Magyarország és Szlovákia csatlakozott a Schengeni övezethez, megnyílt az amúgy évek óta kiépített összekötő út Tajti és Cered között.

## Népessége
| Év:            | 1994. | 2004.   | 2014.   | 2024.   |
| -------------- | ----- | ------- | ------- | ------- |
| Emberek száma: | 605   | 556     | 533     | 543     |
| Eltérés:       |       | -8,09 % | -4,13 % | +1,87 % |

| Év:            | 2023. | 2024.   |
| -------------- | ----- | ------- |
| Emberek száma: | 541   | 543     |
| Eltérés:       |       | +0,36 % |

1910-ben 483, túlnyomórészt magyar lakosa volt.
2001-ben 565 lakosából 543 magyar.
2011-ben 524 lakosából 494 magyar.
2021-ben 548 lakosából 482 magyar (88%), 58 szlovák, 8 ismeretlen nemzetiségű.

## Nevezetességei
Rózsafüzéres Szűz Mária tiszteletére szentelt római katolikus temploma 2000-ben épült.

## Külső hivatkozások
- Községinfó
- Tajti Szlovákia térképén
- E-obce.sk Archiválva 2009. július 19-i dátummal a Wayback Machine-ben
- A község a régió honlapján